# Наталі Айріш
Наталі Айріш (нар. 8 жовтня 1982) — американська мисткиня та активістка. Серед її матеріалів — метал, фарба, глина, тканина та вугілля, але відомими у 2011 році стали створені за допомогою помади та відбитків губ портрети таких поп-ікон, як Мерилін Монро, Джимі Гендрікс і Рой Роджерс.

## Біографія
Народилась в Новому Орлеані, штат Луїзіана (США) в сім'ї Деніз і Шермана Айріш. Має двох братів. Жила в Манвелі, штат Техас, з початкової школи.
У 2000 році Айріш діагностували цукровий діабет I типу, коли вона навчалася в старшій школі. Вона використовує інсулінову помпу. Навчалася в Університеті Північного Техасу за програмою виготовлення металів, але залишила школу після трьох семестрів. Повернулася до Х'юстона і стала активною учасницею у Фонді досліджень юнацького діабету та Американській асоціації діабету, жертвуючи часом і творчістю для поширення знань про хворобу. Замість того, щоб носити медичний браслет, Айріш зробила татуювання «Діабетик» на внутрішній стороні правого зап'ястя.
Пошлюбила Денніса Бейтмана в проїзній каплиці в Лас-Вегасі. Живуть із чотирма котами та собакою.

## Творчість
Наталі Айріш з юних років цікавилася мистецтвом. Перші витвори, які вона згадує, — глечик, дві чашки та птах — вона зробила в початковій школі з глини, відкопаної у своєму дворі, й висушила на сонці. Вона досі їх у своєму домі.
У 2011 році Айріш привернула увагу ЗМІ, коли на вебсайті Oddity Central було розміщено посилання на відео YouTube, у якому вона створює один зі своїх «відбитків губ» — техніку, яку Айріш ввела в 2001 році. Картини створюються за допомогою помади та поцілунку на полотні. Стаття Houston Press за 2011 рік детально описує метод художниці, включаючи відео, на якому вона створює автопортрет. Айріш познайомилася з плакатистом Джермейном Роджерсом, що працював з рок-н-рол-групами, під час рекламного туру Vans. На його замовлення Айріш виконала портрет Джимі Гендрікса у своїй техніці. Її помадний портрет Принцеси Кетрін висить у Ріплі «Вірте чи ні» в Лондоні.
На додаток до своїх фірмових «відбитків», Айріш створює модні аксесуари, включаючи одяг, гаманці та ювелірні вироби, а також скульптури, малюнки вугіллям, ескізи олівцем та картини маслом. Вона була представлена в ABC News, Bored Panda, Glam.com, The Conan O'Brien Show, The Huffington Post, Time, та Yahoo News. Її мистецтво також було представлено на фестивалі мистецтв у Скоттсдейлі.